# DPI-3290
DPI-3290 je lek koji se koristi u naučnim istraživanjima. On je potentan analgetik, koji zaziva neznatnu respiratornu depresiju.
DPI-3290 deluje kao agonist μ- i δ-opioidnog receptora, sa IC50 vrednošću od 6.2 nM na μ i 1.0 nM na δ.

## Spoljašnje veze
|  | Molimo Vas, obratite pažnju na važno upozorenje u vezi sa temama iz oblasti medicine (zdravlja). |